# Tom Van Imschoot
Tom Van Imschoot, né le 4 septembre 1981 à Tirlemont, est un ancien footballeur belge reconverti comme entraîneur.

## Biographie
Pouvant jouer à la fois au poste de milieu gauche et de milieu central, Tom Van Imschoot débute au KVK Tirlemont avant de rejoindre à quatorze ans le Saint-Trond VV. Il joue trois saisons dans l'équipe première de STVV. Durant la saison 2004-2005, il effectue 2 300 minutes en première division et devient l'une des pièces maîtresses de STVV en Jupiler League.
Après quatre saisons au KVC Westerlo, en août 2009, il rejoint les rangs du RAEC Mons.

### Carrière d'entraîneur

#### KRC Genk
Le 18 juin 2019, Tom Van Imschoot est nommé entraîneur adjoint de Felice Mazzu au KRC Genk, le champion en titre.
Le 12 novembre 2019, Felice Mazzu est limogé pour résultat insuffisant ainsi que ses 2 adjoints dont Tom Van Imschoot.

#### Lierse Kempenzonen
Le 29 mars 2020, Tom Van Imschoot signe un contrat de 2 saisons en tant qu'entraîneur principal du Lierse Kempenzonen, en D1B.
Le 29 avril 2022, il prolonge pour une saison supplémentaire chez les lierrois.